# アンドレア・フエンテス
アンドレア・フエンテス・ファチェ（Andrea Fuentes Fache、1983年4月7日 - ）は、スペイン・カタルーニャ州タラゴナ県バイス出身のアーティスティックスイミング（シンクロナイズドスイミング）選手。

## 評価
オリンピックでは計4個、世界水泳選手権では計16個、ヨーロッパ水泳選手権では計11個のメダルを獲得しており、スペインでもっとも大きな成功を収めたアーティスティックスイミング選手である。テニスのアランチャ・サンチェス・ビカリオ、競泳のミレイア・ベルモンテと並んで、オリンピックのメダル数（4個）はスペイン人女性として最多タイである。

## 経歴
1999年に初めてスペイン代表に選ばれた。2004年にはギリシャ・アテネで開催された2004年アテネオリンピックに出場した。2008年にはオランダ・アイントホーフェンで開催されたヨーロッパ水泳選手権に出場し、デュエットとチームとコンビネーションで金メダルを獲得した。2008年には中国・北京で開催された2008年北京オリンピックに出場し、デュエットとチームでそれぞれ銀メダルを獲得した。
2009年にはイタリア・ローマで開催された世界水泳選手権に出場し、ソロフリーで金メダルを獲得した。2012年にはオランダ・アイントホーフェンで開催されたヨーロッパ選手権に出場し、チームとコンビネーションで金メダルを獲得した。2012年にはイギリス・ロンドンで開催された2012年ロンドンオリンピックに出場し、デュエットで銀メダルを、チームで銅メダルを獲得した。
王立スペイン水泳連盟やスペイン代表ヘッドコーチであるアナ・タレスとの確執などもあり、2013年1月に主要大会から退いた。現役引退後はアーティスティックスイミングの指導者となった。
アメリカアーティスティックスイミングのコーチをしていた2022年6月22日、ハンガリー、ブダペストで行われていた世界水泳で、アメリカの選手アニタ・アルバレスがソロの決勝の競技で失神しプールの底に沈んだところへ、着衣のまま飛び込み水面まで抱えて浮上し、周囲の助けをかりて救助した。アルバレスは救命された
。

## 人物
2014年、体操競技選手のビクトル・カノとの間に息子が生まれた。
妹のティナ・フエンテスもアーティスティックスイミング選手であり、2004年のアテネオリンピックに出場している。